# 2004년 하계 올림픽
2004년 하계 올림픽(영어: 2004 Summer Olympics, Games of the XXVIII Olympiad, 그리스어: Θερινοί Ολυμπιακοί Αγώνες 2004)은 2004년 8월 13일부터 8월 29일까지 그리스 아테네에서 개최된 하계 올림픽이다. 1896년 아테네 올림픽이 열린 지 108년만이다. 201개 전 IOC 회원국이 참가하여 24일간 28개 종목의 301개 메달을 걸고 경쟁하였다.

## 투표 결과
1997년 9월 5일, 스위스 로잔에서 열린 IOC 총회에서 개최지가 결정되었다.
| 개최지 투표결과  | 개최지 투표결과   | 개최지 투표결과 | 개최지 투표결과 | 개최지 투표결과 | 개최지 투표결과 | 개최지 투표결과 |
| ---------------- | ----------------- | --------------- | --------------- | --------------- | --------------- | --------------- |
| 후보 도시        | NOC               | 1차 투표        | 동점자 투표     | 2차 투표        | 3차 투표        | 4차 투표        |
| 아테네           | 그리스            | 32              |                 | 38              | 52              | 66              |
| 로마             | 이탈리아          | 23              |                 | 28              | 35              | 41              |
| 케이프타운       | 남아프리카 공화국 | 16              | 62              | 22              | 20              |                 |
| 스톡홀름         | 스웨덴            | 20              |                 | 19              |                 |                 |
| 부에노스아이레스 | 아르헨티나        | 16              | 44              |                 |                 |                 |

## 대회 진행

### 개막식

개막식에서 올림픽 성화를 점화하는 모습

- 2000년 하계 올림픽에 이어 남북한이 2번째로 한반도기를 앞세우고 동시입장하였다.
- 개최국인 그리스는 첫 번째로 국기를 앞세운 기수만 나왔다가 맨 마지막에 선수, 임원단이 입장하였다.

### 폐막식

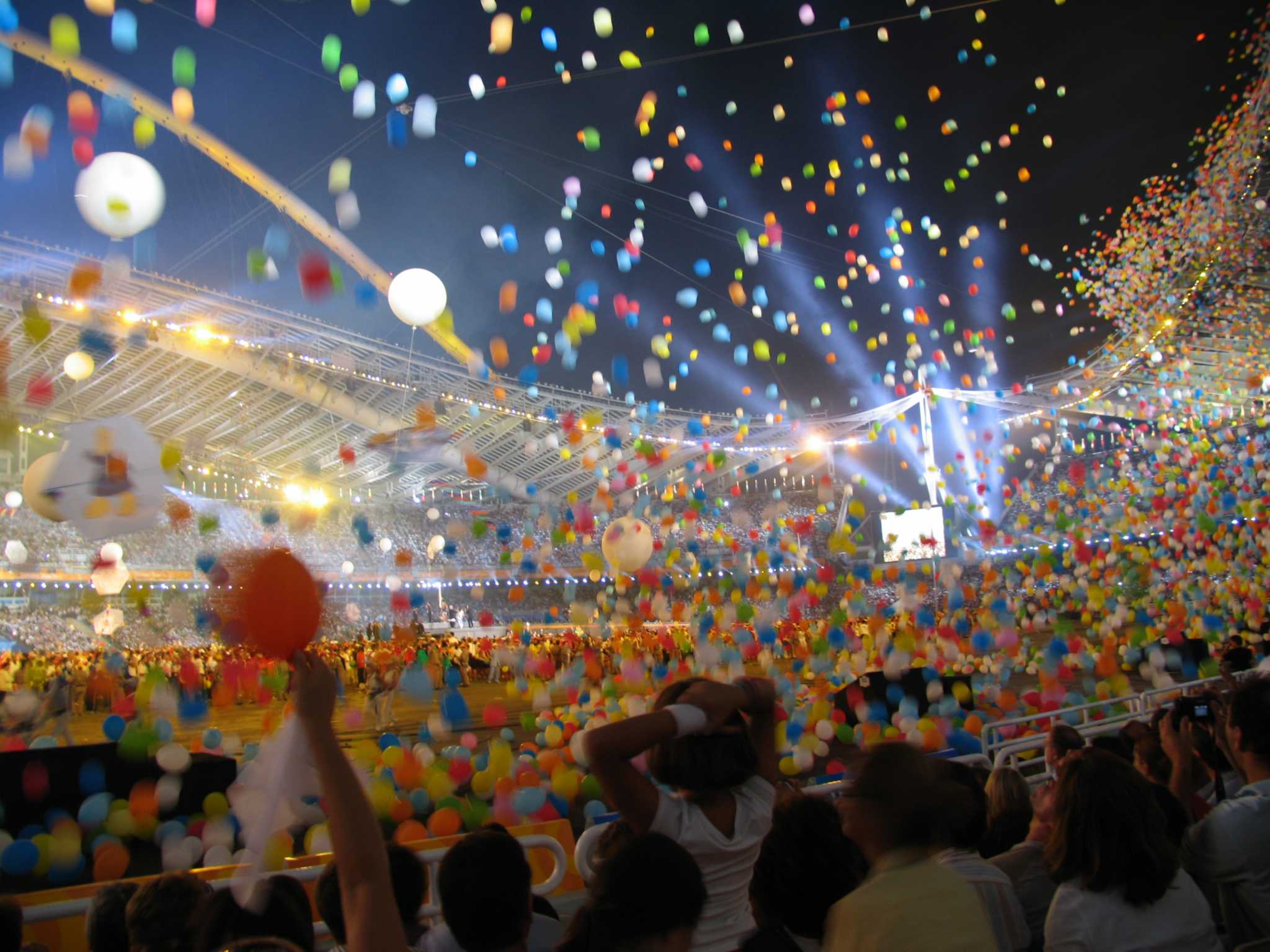
폐막식에 풍선들이 떨어지고 있는 모습

2004년 8월 29일 모든 경기가 끝나고, 아테네 올림픽 스타디움에서 폐막식이 열렸다. 약 7만 명의 인원이 폐막식을 관람하였다.

### 참가국
이 대회에는 키리바시, 동티모르 2개국이 처음으로 하계 올림픽에 참가하였다. 탈레반 정권 몰락 이후 아프가니스탄이 1996년 하계 올림픽 이후 8년만에 다시 참가하였다. 아프가니스탄은 전 대회에서는 이전 탈레반 정권이 여자선수에 대한 출전금지령을 내린 것이 밝혀지면서 인종 및 성별 차별을 금지하는 IOC 규정 위반으로 출전이 금지되었다.  2001년 미국의 아프가니스탄 공습으로 탈레반 정권이 몰락하면서 출전 금지가 해제되었다.
2004년 하계 올림픽 참가국 및 인원 수는 다음과 같다.
참가국
- 참가국
- 참가 선수

| - 아프가니스탄 (5) - 알바니아 (7) - 알제리 (63) - 아메리칸사모아 (5) - 안도라 (8) - 앙골라 (31) - 앤티가 바부다 (9) - 아르헨티나 (156) - 아르메니아 (19) - 아루바 (4) - 오스트레일리아 (482) - 오스트리아 (101) - 아제르바이잔 (36) - 바하마 (41) - 바레인 (6) - 방글라데시 (4) - 바베이도스 (10) - 벨라루스 (151) - 벨기에 (62) - 벨리즈 (2) - 베냉 (4) - 버뮤다 (10) - 부탄 (2) - 볼리비아 (7) - 보스니아 헤르체고비나 (9) - 보츠와나 (11) - 브라질 (247) - 영국령 버진아일랜드 (1) - 브루나이 (1) - 불가리아 (165) - 부르키나파소 (5) - 부룬디 (7) - 캄보디아 (4) - 카메룬 (17) - 캐나다 (262) - 카보베르데 (3) - 케이맨 제도 (5) - 중앙아프리카 공화국 (4) - 차드 (2) - 칠레 (56) - 중화인민공화국 (407) - 콜롬비아 (51) - 코모로 (3) - 콩고 민주 공화국 (4) - 콩고 공화국 (5) - 쿡 제도 (3) - 코스타리카 (20) - 크로아티아 (83) - 쿠바 (151) - 키프로스 (20) - 체코 (142) - 덴마크 (92) - 도미니카 연방 (2) - 도미니카 공화국 (33) - 에콰도르 (17) - 이집트 (96) - 엘살바도르 (8) - 적도 기니 (2) - 에리트레아 (4) - 에스토니아 (44) - 에티오피아 (28) - 피지 (10) - 핀란드 (62) - 프랑스 (317) - 가봉 (6) - 감비아 (2) - 조지아 (32) - 독일 (479) - 가나 (29) - 영국 (259) - 그리스 (441) (개최국) - 그레나다 (5) - 괌 (4) - 과테말라 (18) - 기니 (3) - 기니비사우 (3) - 가이아나 (4) - 아이티 (8) - 온두라스 (5) - 홍콩 (32) - 헝가리 (219) - 아이슬란드 (26) - 인도 (73) - 인도네시아 (38) - 이란 (37) - 이라크 (25) - 아일랜드 (52) - 이스라엘 (36) - 이탈리아 (364) - 코트디부아르 (5) - 자메이카 (47) - 일본 (312) - 요르단 (8) - 카자흐스탄 (114) - 케냐 (46) - 키리바시 (3) - 조선민주주의인민공화국 (36) - 대한민국 (264) - 쿠웨이트 (29) - 키르기스스탄 (11) - 라오스 (5) - 라트비아 (35) - 레바논 (8) - 레소토 (3) - 라이베리아 (2) - 리비아 (8) - 리히텐슈타인 (1) - 리투아니아 (59) - 룩셈부르크 (10) - 마케도니아 공화국 (22) - 마다가스카르 (8) - 말라위 (4) - 말레이시아 (26) - 몰디브 (4) - 말리 (23) - 몰타 (7) - 모리타니 (2) - 모리셔스 (9) - 멕시코 (109) - 미크로네시아 연방 (5) - 몰도바 (33) - 모나코 (3) - 몽골 (20) - 모로코 (55) - 모잠비크 (4) - 미얀마 (2) - 나미비아 (8) - 나우루 (3) - 네팔 (6) - 네덜란드 (219) - 네덜란드령 안틸레스 (3) - 뉴질랜드 (148) - 니카라과 (5) - 니제르 (4) - 나이지리아 (70) - 노르웨이 (52) - 오만 (2) - 파키스탄 (26) - 팔라우 (4) - 팔레스타인 (3) - 파나마 (4) - 파푸아뉴기니 (4) - 파라과이 (22) - 페루 (9) - 필리핀 (16) - 폴란드 (208) - 포르투갈 (91) - 푸에르토리코 (43) - 카타르 (22) - 루마니아 (108) - 러시아 (456) - 르완다 (5) - 세인트키츠 네비스 (2) - 세인트루시아 (2) - 세인트빈센트 그레나딘 (3) - 상투메 프린시페 (2) - 사모아 (3) - 산마리노 (5) - 사우디아라비아 (16) - 세네갈 (16) - 세르비아 몬테네그로 (87) - 세이셸 (9) - 시에라리온 (2) - 싱가포르 (16) - 슬로바키아 (64) - 슬로베니아 (79) - 솔로몬 제도 (2) - 소말리아 (2) - 남아프리카 공화국 (106) - 스페인 (316) - 스리랑카 (8) - 수단 (4) - 수리남 (4) - 스와질란드 (3) - 스웨덴 (115) - 스위스 (98) - 시리아 (6) - 중화 타이베이 (87) - 타지키스탄 (9) - 탄자니아 (8) - 태국 (42) - 동티모르 (2) - 토고 (3) - 통가 (5) - 트리니다드 토바고 (19) - 튀니지 (54) - 튀르키예 (53) - 투르크메니스탄 (9) - 우간다 (11) - 우크라이나 (239) - 아랍에미리트 (4) - 미국 (536) - 우루과이 (15) - 우즈베키스탄 (70) - 바누아투 (2) - 베네수엘라 (48) - 베트남 (11) - 미국령 버진아일랜드 (6) - 예멘 (3) - 잠비아 (6) - 짐바브웨 (13) |

- 지부티는 개막식에 참가하였으나, 등록된 선수들은 대회에 불참하였다.

### 종목
| - 양궁 - 육상 - 배드민턴 - 야구 - 농구 - 비치발리볼 - 복싱 - 카누 | - 사이클 - 다이빙 - 승마 - 펜싱 - 필드하키 - 축구 - 체조 - 핸드볼 | - 유도 - 근대5종 - 조정 - 요트 - 사격 - 소프트볼 - 수영 - 싱크로나이즈 | - 탁구 - 태권도 - 테니스 - 트라이애슬론 - 배구 - 수구 - 역도 - 레슬링 |

### 대회 일정
| ● | 개회식 |  | 경기 | • | 결승 | ● | 폐회식 |

| 8월          | 11일 수 | 12일 목 | 13일 금 | 14일 토 | 15일 일 | 16일 월 | 17일 화 | 18일 수 | 19일 목 | 20일 금 | 21일 토 | 22일 일 | 23일 월 | 24일 화 | 25일 수 | 26일 목 | 27일 금 | 28일 토 | 29일 일 |
| ------------ | ------- | ------- | ------- | ------- | ------- | ------- | ------- | ------- | ------- | ------- | ------- | ------- | ------- | ------- | ------- | ------- | ------- | ------- | ------- |
| 양궁         |         |         |         |         |         |         |         | •       | •       | •       | •       |         |         |         |         |         |         |         |         |
| 육상         |         |         |         |         |         |         |         |         |         | •       | •       | •       | •       | •       | •       | •       | •       | •       | •       |
| 배드민턴     |         |         |         |         |         |         |         |         | •       | •       | •       |         |         |         |         |         |         |         |         |
| 야구         |         |         |         |         |         |         |         |         |         |         |         |         |         |         | •       |         |         |         |         |
| 농구         |         |         |         |         |         |         |         |         |         |         |         |         |         |         |         |         |         | •       |         |
| 권투         |         |         |         |         |         |         |         |         |         |         |         |         |         |         |         |         |         | •       | •       |
| 카누         |         |         |         |         |         |         |         | •       |         | •       |         |         |         |         |         |         | •       | •       |         |
| 사이클       |         |         |         | •       | •       |         |         | •       |         | •       | •       | •       | •       | •       |         | •       | •       |         |         |
| 다이빙       |         |         |         | •       |         | •       |         |         |         |         |         | •       |         | •       |         | •       |         | •       |         |
| 승마         |         |         |         |         |         |         |         | •       |         |         | •       |         |         |         | •       |         | •       |         |         |
| 펜싱         |         |         |         | •       | •       | •       | •       | •       | •       | •       | •       | •       |         |         |         |         |         |         |         |
| 하키         |         |         |         |         |         |         |         |         |         |         |         |         |         |         |         | •       | •       |         |         |
| 축구         |         |         |         |         |         |         |         |         |         |         |         |         |         |         |         | •       |         | •       |         |
| 체조         |         |         |         |         |         | •       | •       | •       | •       | •       | •       | •       | •       |         |         |         |         | •       | •       |
| 핸드볼       |         |         |         |         |         |         |         |         |         |         |         |         |         |         |         |         |         |         | •       |
| 유도         |         |         |         | •       | •       | •       | •       | •       | •       | •       |         |         |         |         |         |         |         |         |         |
| 근대5종      |         |         |         |         |         |         |         |         |         |         |         |         |         |         |         | •       | •       |         |         |
| 조정         |         |         |         |         |         |         |         |         |         |         | •       | •       |         |         |         |         |         |         |         |
| 요트         |         |         |         |         |         |         |         |         |         |         |         | •       | •       | •       | •       | •       |         | •       |         |
| 사격         |         |         |         | •       | •       | •       | •       | •       | •       | •       | •       | •       |         |         |         |         |         |         |         |
| 소프트볼     |         |         |         |         |         |         |         |         |         |         |         |         | •       |         |         |         |         |         |         |
| 수영         |         |         |         | •       | •       | •       | •       | •       | •       |         | •       | •       |         |         | •       | •       |         |         |         |
| 싱크로나이즈 |         |         |         |         |         |         |         |         |         |         |         |         |         |         | •       |         | •       |         |         |
| 탁구         |         |         |         |         |         |         |         |         |         | •       | •       | •       | •       |         |         |         |         |         |         |
| 태권도       |         |         |         |         |         |         |         |         |         |         |         |         |         |         |         | •       | •       | •       | •       |
| 테니스       |         |         |         |         |         |         |         |         |         |         | •       | •       |         |         |         |         |         |         |         |
| 트라이애슬론 |         |         |         |         |         |         |         |         |         |         |         |         |         |         | •       | •       |         |         |         |
| 배구         |         |         |         |         |         |         |         |         |         |         |         |         |         | •       | •       |         |         | •       | •       |
| 수구         |         |         |         |         |         |         |         |         |         |         |         |         |         |         |         | •       |         |         | •       |
| 역도         |         |         |         | •       | •       | •       |         | •       | •       | •       | •       |         | •       | •       | •       |         |         |         |         |
| 레슬링       |         |         |         |         |         |         |         |         |         |         |         | •       | •       | •       | •       | •       | •       | •       | •       |
| 행사         |         |         | ●       |         |         |         |         |         |         |         |         |         |         |         |         |         |         |         | ●       |
| 8월          | 11일 수 | 12일 목 | 13일 금 | 14일 토 | 15일 일 | 16일 월 | 17일 화 | 18일 수 | 19일 목 | 20일 금 | 21일 토 | 22일 일 | 23일 월 | 24일 화 | 25일 수 | 26일 목 | 27일 금 | 28일 토 | 29일 일 |

## 메달 집계
주최국 (그리스)
| 순위 | 국가                 | 금메달 | 은메달 | 동메달 | 합계 |
| ---- | -------------------- | ------ | ------ | ------ | ---- |
| 1    | 미국 (USA)           | 36     | 39     | 26     | 101  |
| 2    | 중화인민공화국 (CHN) | 32     | 17     | 14     | 63   |
| 3    | 러시아 (RUS)         | 28     | 26     | 36     | 90   |
| 4    | 오스트레일리아 (AUS) | 17     | 16     | 17     | 50   |
| 5    | 일본 (JPN)           | 16     | 9      | 12     | 37   |
| 6    | 독일 (GER)           | 13     | 16     | 20     | 49   |
| 7    | 프랑스 (FRA)         | 11     | 9      | 13     | 33   |
| 8    | 이탈리아 (ITA)       | 10     | 11     | 11     | 32   |
| 9    | 대한민국 (KOR)       | 9      | 12     | 9      | 30   |
| 10   | 영국 (GBR)           | 9      | 9      | 12     | 30   |
|      |                      |        |        |        |      |
| 15   | 그리스 (GRE)         | 6      | 6      | 4      | 16   |